# Oecanthus zhengi
Oecanthus zhengi är en insektsart som beskrevs av Xie, L. 2003. Oecanthus zhengi ingår i släktet Oecanthus och familjen syrsor. Inga underarter finns listade i Catalogue of Life.